# Elelea concinna
Elelea concinna là một loài bọ cánh cứng trong họ Cerambycidae.